# 克拉倫登 (北卡羅萊納州)
克拉倫登（英語：Clarendon）是位於美國北卡羅萊納州哥倫布縣的非建制地區。

## 歷史
克拉倫登的郵局自1885年營運至今。

## 地理
克拉倫登所處的海拔為高於海平面32米（即105英呎），而該地所採用的時區為UTC-5，即北美东部时区（EST）。同時該地設有夏令時間，為UTC-5調快一小時，即UTC-4（EDT）。